# Escamado de documentos

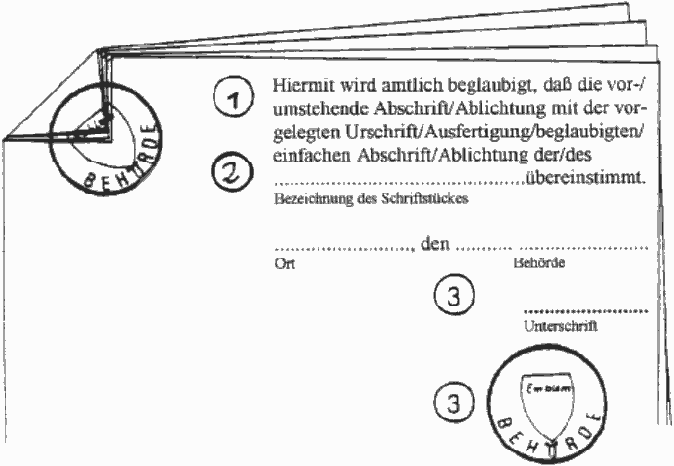
Muestra de una copia certificada entejada o escamada con un único sello. (Basado en documento de matrícula de la Universidad Técnica de Darmstadt)

El escamado o entejado de documentos es la acción de plegar y de superponer los lados de un documento en una forma escalonada y solapada, para luego acuñarlos con una marca única.
Esta acción se realiza para certificar documentos y para acuñar certificados oficiales, en los que cada página individual se marca con un solo sello y, por lo tanto, se marca como perteneciente al conjunto.

## Descripción
Desde el punto de vista del lector y comenzando en la parte frontal del documento, cada una de las páginas individuales está provista de un doblez tipo «oreja de perro», cuyo tamaño disminuye constante y escalonadamente hacia la parte posterior del mismo grupo de documentos.
En el caso de traducciones certificadas, el documento traducido, la copia compulsada del documento y la certificación, deben escamarse profesionalmente para que no puedan ser manipulados posteriormente.
En este caso se pliega la esquina superior izquierda de las páginas individuales hacia atrás. Esto asegura que cada hoja también lleve el sello del traductor autorizado.
Se debe tener especial cuidado para asegurarse de que cada hoja esté doblada correctamente y que el sello no desaparezca detrás de otra hoja por accidente.
Si solo hay dos lados, también se puede usar la «doblez de mariposa» (del alemán, Schmetterlingsknick). En este caso, solo la esquina superior izquierda de la hoja superior se dobla hacia adelante y se grapa sin traslapar. Luego se coloca el sello sobre esto.

## Ventajas
Con el escamado de documentos, la manipulación y la falsificación se dificultan con el traslapado, dado que impide que se desprendan páginas individuales, porque entonces la marca del sello quedaría incompleta y la manipulación queda en evidencia cotejada.
Para dificultar aún más la manipulación, no se deben utilizar grapas de escritorio para el engrapado, sino que se debe usar una tenaza para ojetes u ojetillos.
Otra opción es cubrir la grapa con un sello que no pueda quitarse de forma no destructiva, como por ejemplo un sello de lacre, un sello adhesivo o también un sello postal.